# Adolf Kurtz

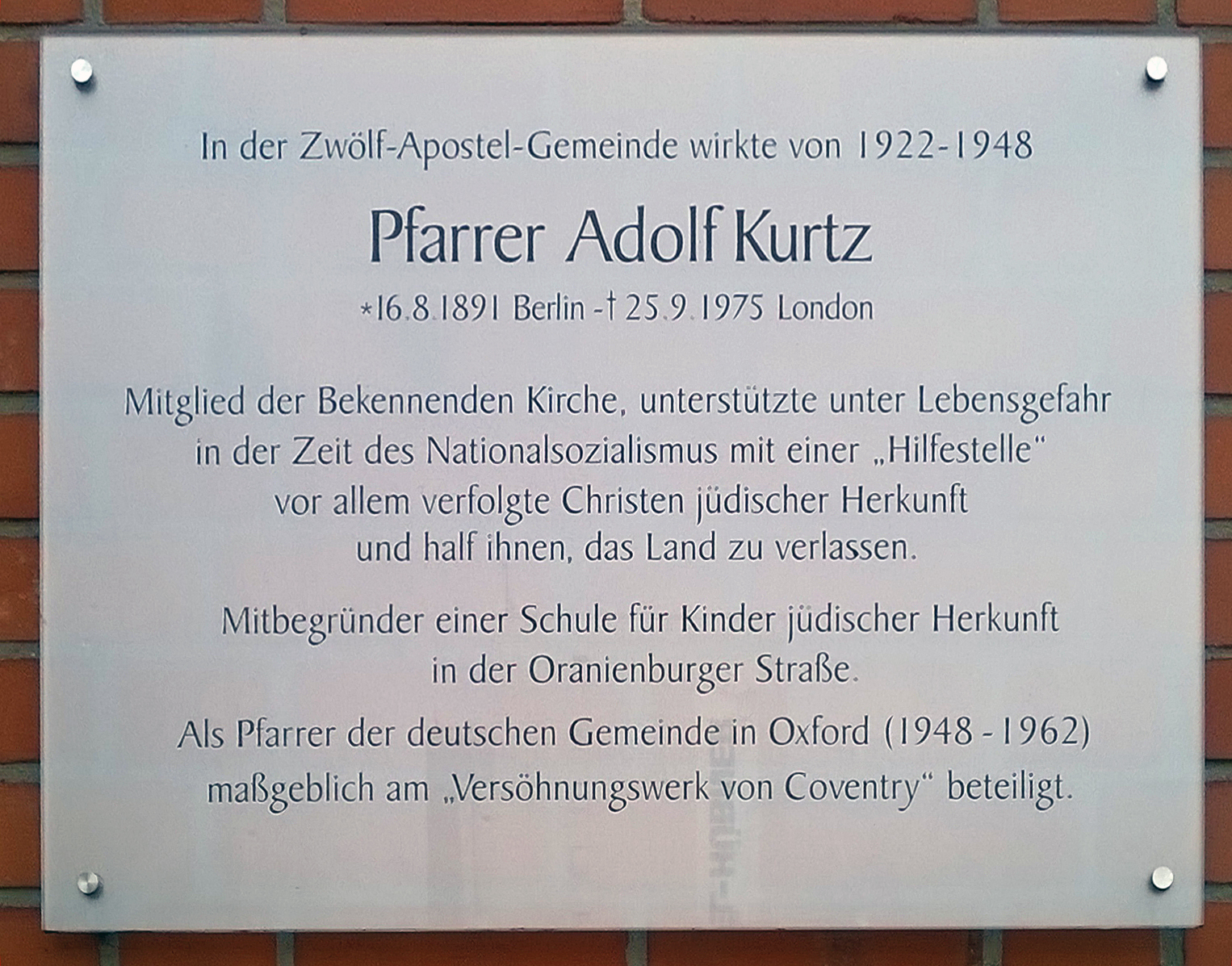
Gedenktafel am Haus An der Apostelkirche 1, Berlin-Schöneberg

Adolf Kurtz (* 16. August 1891 in Berlin; † 25. September 1975 in London) war Pfarrer in Berlin-Schöneberg und Mitglied der Bekennenden Kirche.

## Leben
1922 wurde Kurtz Pfarrer in der Schöneberger Zwölf-Apostel-Kirche. 1923 gründete er Notküchen in der Zeit der völligen Geldentwertung infolge der galoppierenden Inflation. Verheiratet war er mit Eva Kurtz (1908–2001), Tochter des jüdischen Neurochirurgen Moritz Borchardt.
Nach der „Machtergreifung“ der Nationalsozialisten 1933 organisierte er für Christen jüdischer Herkunft ein Hilfsbüro und half mit, eine Schule für vertriebene Kinder jüdischer Herkunft einzurichten. Viele konnten sich mit Kurtz’ Hilfe durch Ausreise retten. 1934 verhandelte Kurtz für die Bekennende Kirche mit dem preußischen Ministerpräsidenten Hermann Göring und erwirkte einen großen öffentlichen Gottesdienst mit Martin Niemöller als Prediger. Mit Propst Heinrich Grüber kooperierte Kurtz zeitweise, bis dieser im Dezember 1940 seine Hilfsstelle für Verfolgte, das Büro Grüber, schließen musste.

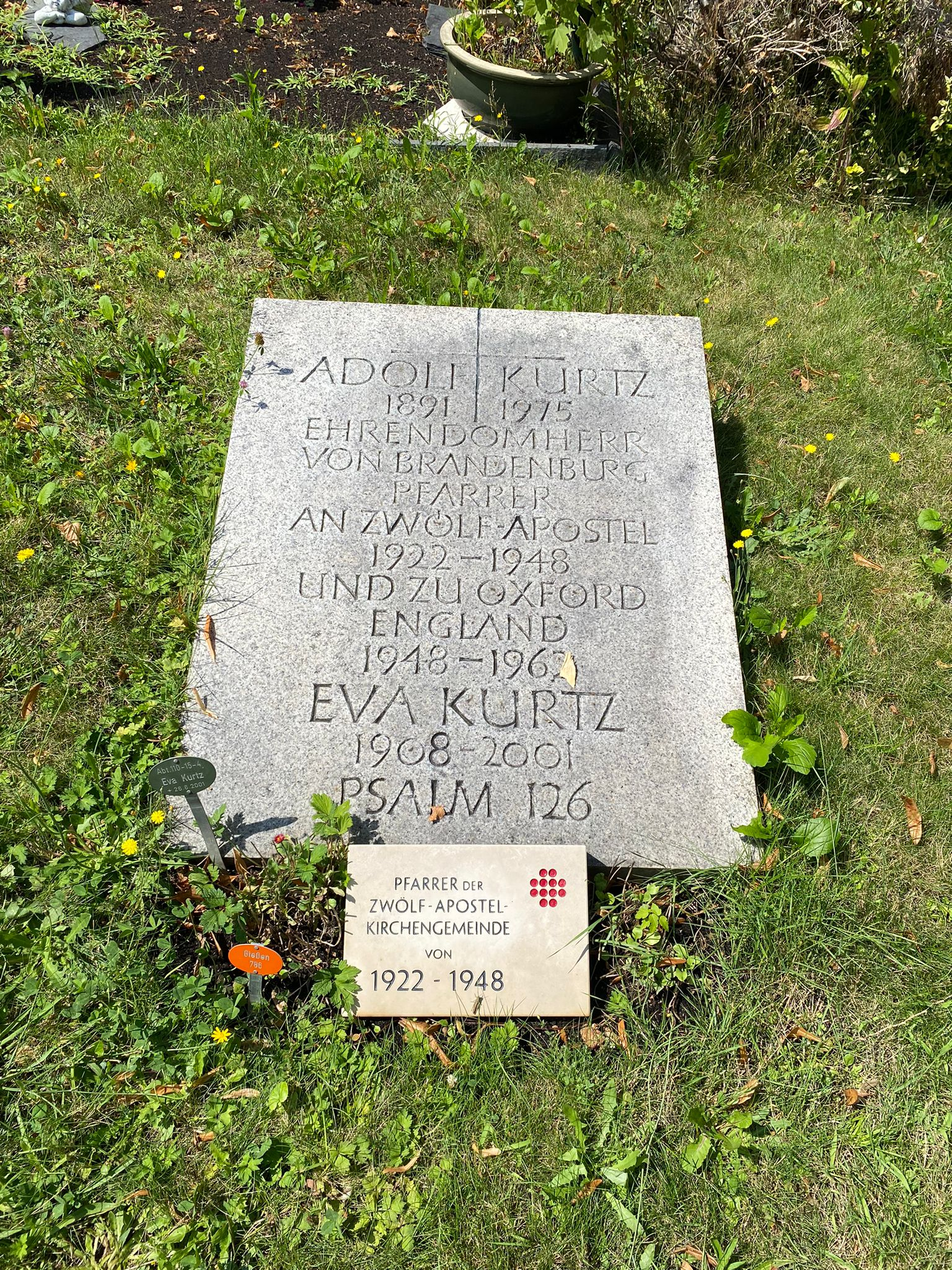
Grabstätte auf dem Alten Zwölf-Apostel-Kirchhof

Am 16. Oktober 1941 sprach Kurtz zusammen mit dem katholischen Bischof Heinrich Wienken bei Adolf Eichmann vor; so konnte Kurtz die 1939 für die aus dem öffentlichen Schulwesen als „Juden“ vertriebenen christlichen Kinder jüdischer Herkunft eingerichtete Familienschule Oranienburger Straße vorerst weiterführen, deren Schließung bereits angeordnet gewesen war. Der später ermordete Rechtsanwalt Carl Langbehn konnte 1942 eine Deportation von Kurtz nach Dachau verhindern.
Nach 1945 unternahm Kurtz in England Anstrengungen zur Versöhnung zwischen Briten und Deutschen. 1948 verließ er auch in Gram über die restaurative Kirchenpolitik Deutschland und übernahm die Flüchtlingsgemeinde in Oxford bis 1962. Kurtz war ab 1950 maßgeblich am Versöhnungswerk in Coventry beteiligt. Die Grundsteinlegung für die zerstörte Kathedrale vollzog Königin Elisabeth II. Die Spende für ein Fenster überbrachte  Bundespräsident Theodor Heuss. Jahre zuvor war diese mit ihm abgesprochen – Kurtz und Heuss kannten sich aus dem Kirchenkampf während der NS-Zeit. Die Spende war überkonfessionell und keinerlei staatliche Stelle war involviert, was bei den damaligen Vorbehalten gegenüber Deutschland ausgesprochen wichtig war.
Adolf Kurtz ruht auf dem Alten Zwölf-Apostel-Kirchhof.

## Ehrungen
- 1960: Bundesverdienstkreuz 1. Klasse
- 2010 wurde eine Gedenktafel zur Erinnerung an Adolf Kurtz am Pfarrhaus seiner früheren Pfarrkirche Zwölf-Apostel enthüllt.[3]